# 网络传送带
网络传送带（Net Transport），原名影音传送带，是一個互聯網下載的免費軟體（v2.96L以前为共享软件，提供30天的试用期），由上海的Wang Xi開發。

## 特点
网络传送带使用戶能夠更方便的從互聯網下載檔案。在发布当时，相對於Flashget，网络傳送帶利用流媒體技術可以直接下載只提供在線播放的影音文件。同时它的一些特色功能，例如每线程分配一代理，以及强大的rtmp下载功能等，使用户群曾十分庞大。虽然在迅雷等P2SP软件兴起之后，其仍然坚持共享软件的发布方式，需缴纳30元人民币注册费用而逐渐没落，但仍有一部分使用者。

### 版本
當前的最新版本是v2.97（2024年2月15日發布）。此版本是距v2.96L时隔近七年的首次更新。这一版本修复了一些Bug，升级了SSH库并添加了对uTP的支持。此外，自这一版本起，该软件的发布方式转为免费软件。

## 争议
在名为“影音傳送帶”的时代，作为免费软件，作者曾将其与3721上網助手等廣告軟件綑綁在一起，以求获得收入，在其用戶群中帶來了一定的負面影響。但自软件改为共享软件以来，就没有再进行捆绑。
此外，网络傳送帶在支持 eMule 下载方式后，对ED2k链接的下载操作符合吸血骡的一些特征，而被 DLP 屏蔽。

## 參看
- Flashget
- 迅雷

## 外部連結
- 官方中文網頁 （页面存档备份，存于）
- 官方镜像 （页面存档备份，存于）